# ماسایی مارا
ماسایی مارا (انگلیسی: Maasai Mara) پارک ملی و ذخیره گاه ماسایی مارا که در زبان مردم محلی و برگرفته از اقوام بومی ساکن آن به عنوان ماسای مارا شناخته می‌شود یک ذخیره و زیستگاه بزرگ جانوری و گیاهی در منطقهٔ استان ناروک کنیا می‌باشد که به هم پیوسته و در جوار ذخیره گاه دیگر یعنی پارک ملی سرنگتی در استان مارا تانزانیا است. اختصاص نام ماسایی مارا به این منطقه برگرفته از افتخارات و ادای احترام به ساکنان قدیم آن می‌باشد. کلمهٔ مارا به معنی نگاه به یک افق دوردست می‌باشد که در زبان محاوره‌ای منطقه معروف به زبان ماسایی بیانگر درختان، ساوانا یا همان دشت بی درخت و سایه‌های ابر بر روی زمین است که مشخصهٔ بارز این سرزمین است.
ماسایی مارا در سطح بین‌المللی به واسطهٔ جمعیت استثنایی شیرهای معروف به شیر ماسای، پلنگ آفریقایی و یوزپلنگ تانزانیا شهره است. عمدهٔ شهرت دیگر این منطقه به واسطهٔ مهاجرت سالانهٔ زبرا، غزال تامسون، کل یالدار و بسیاری از حیوانات دیگر از منطقه و ذخیره گاه سرنگتی به ماسایی مارا است که هر ساله در ژوئیه تا اکتبر این مهاجرت اتفاق می‌افتد که به نام مهاجرت بزرگ مشهور می‌باشد

## تاریخچه
هنگامی که برای اولین بار و در سال ۱۹۶۱ منطقهٔ ماسای مارا به عنوان یک پناهگاه و ذخیره گاه حیات وحش شناخته شد محدوده‌ای تنها بالغ بر ۵۲۰ کیلومتر مربع (۲۰۰ مایل مربع) را شامل می‌شد، که در بر گیرندهٔ مثلث مارا و منطقهٔ فعلی اش بود، این منطقه در همان سال ۱۹۶۱ ضمن تمدید محدودهٔ قبلی، در جهت حفاظت از پوشش گیاهی و جانوری به ۱۸۲۱ کیلومتر (۷۰۳ مایل مربع) و بیشتر به سمت شرق، افزایش یافت و تبدیل به یک ذخیره گاه بین‌المللی از استان ناروک و شورای شهرستان آن شد.
مدیریت این ذخیره در همین زمان به بخش ذخیرهٔ داده‌های ملی در سال ۱۹۷۴ واگذار شد و به دلیل پرهیز حریم منطقهٔ ذخیره گاه با جوامع محلی پس از تجدید حریم مجدد، حدود ۱۵۹ کیلومتر (۶۱ مایل مربع) از آن به جوامع و روستاهای محلی برگردانده شد، تا سال ۱۹۸۴ و پس از برداشت از حریم منطقه در نهایت تا همان زمان حریم واقعی به ۱۵۱۰ کیلومتر (۵۸۰ مایل مربع) کاهش یافت

## جغرافیا
ذخیره‌گاه ماسایی مارا محدوده‌ای بالغ بر ۱۵۱۰ کیلومتر (۵۸۳ مایل مربع) را پوشش می‌دهد در جنوب غربی کنیا. این بخش شمالی‌ترین بخش از اکو سیستم مارا-سرنگتی که تحت پوشش ۲۵۰۰۰ کیلومتر (۹۷۰۰ مایل مربع) در تانزانیا و کنیا است. در جنوب توسط سرنگتی پارک محدود شده و توسط سینه‌کش دیوارهٔ سیریا به غرب امتداد دارد

## نگارخانه

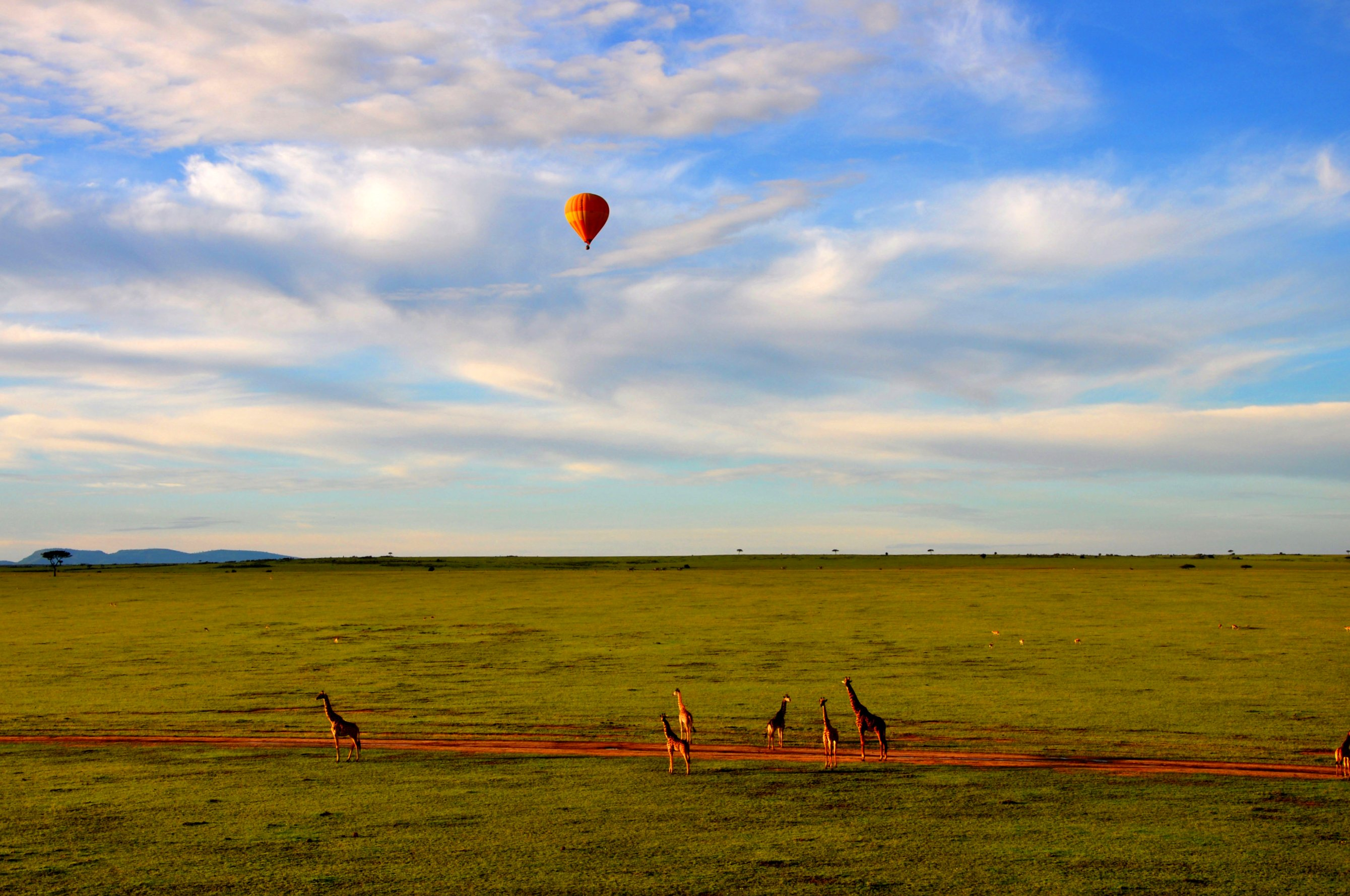
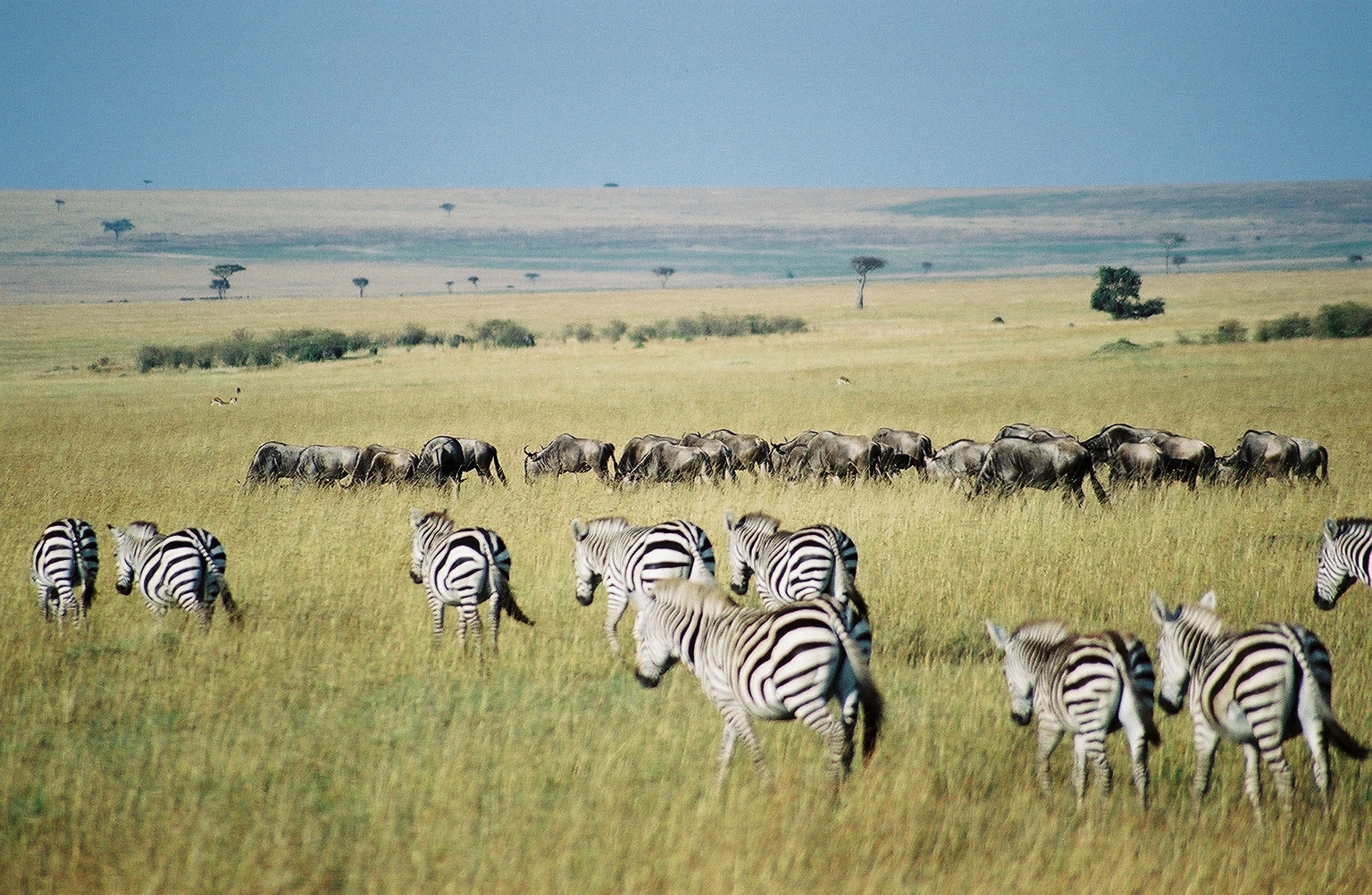
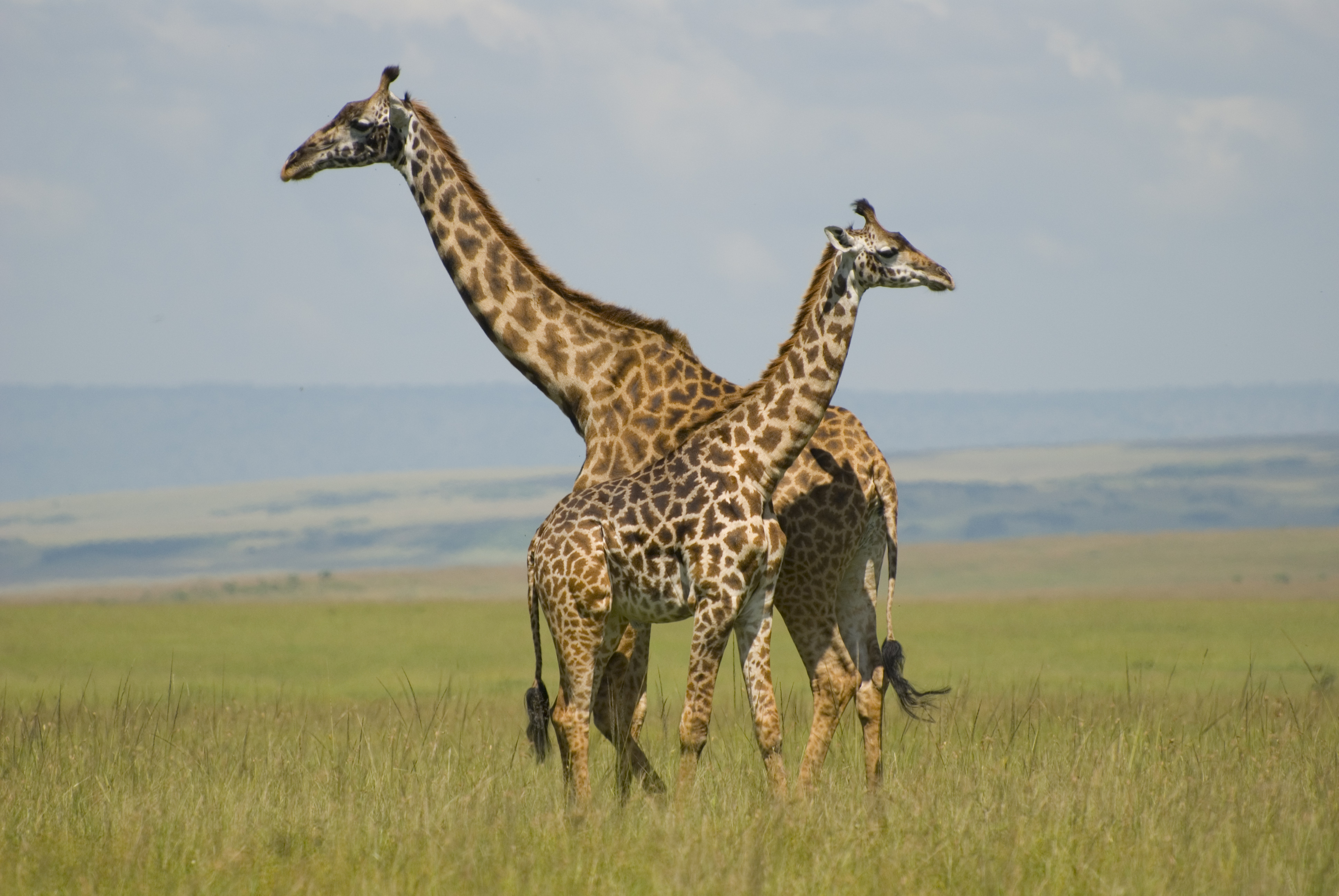
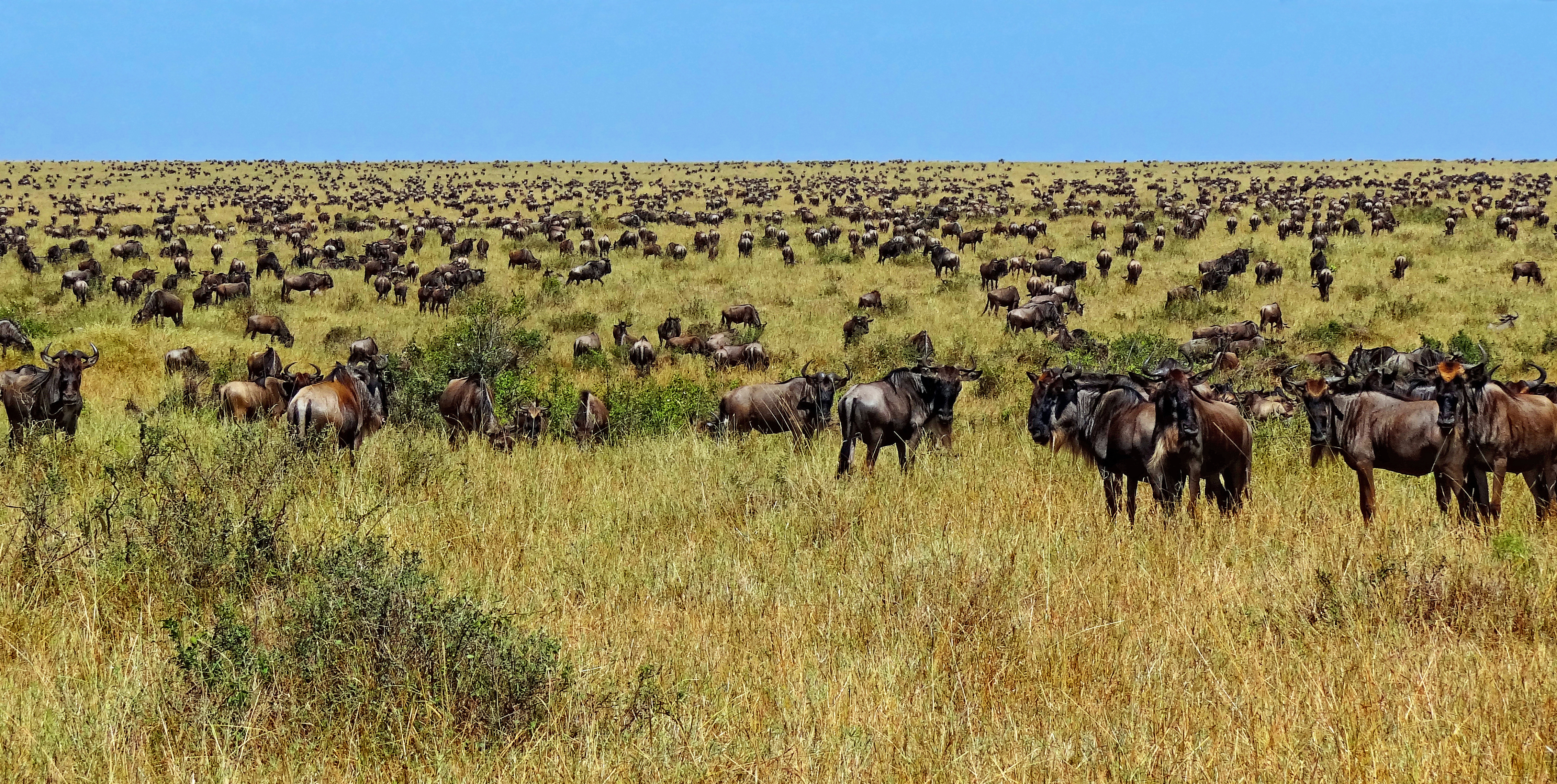
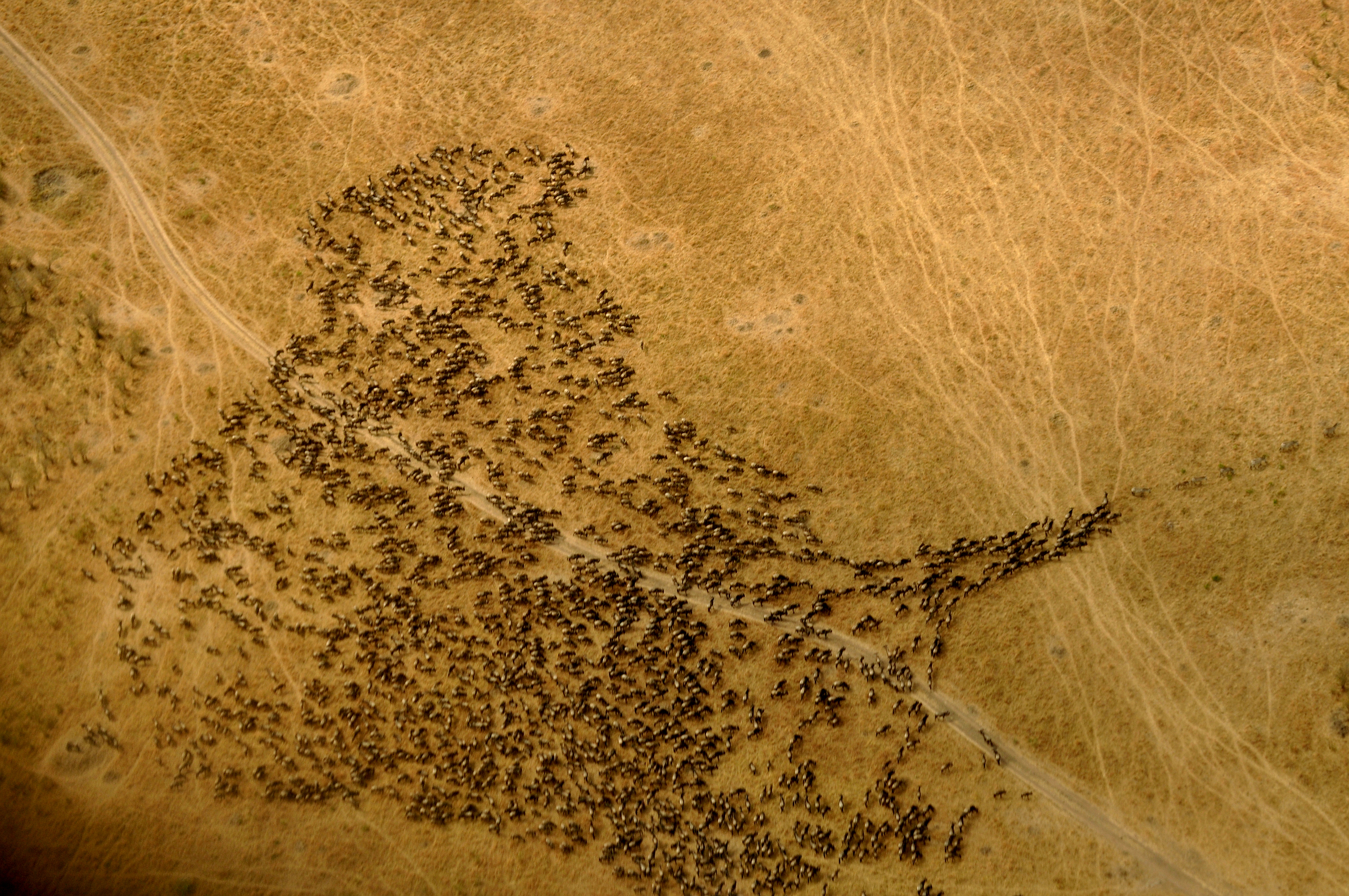
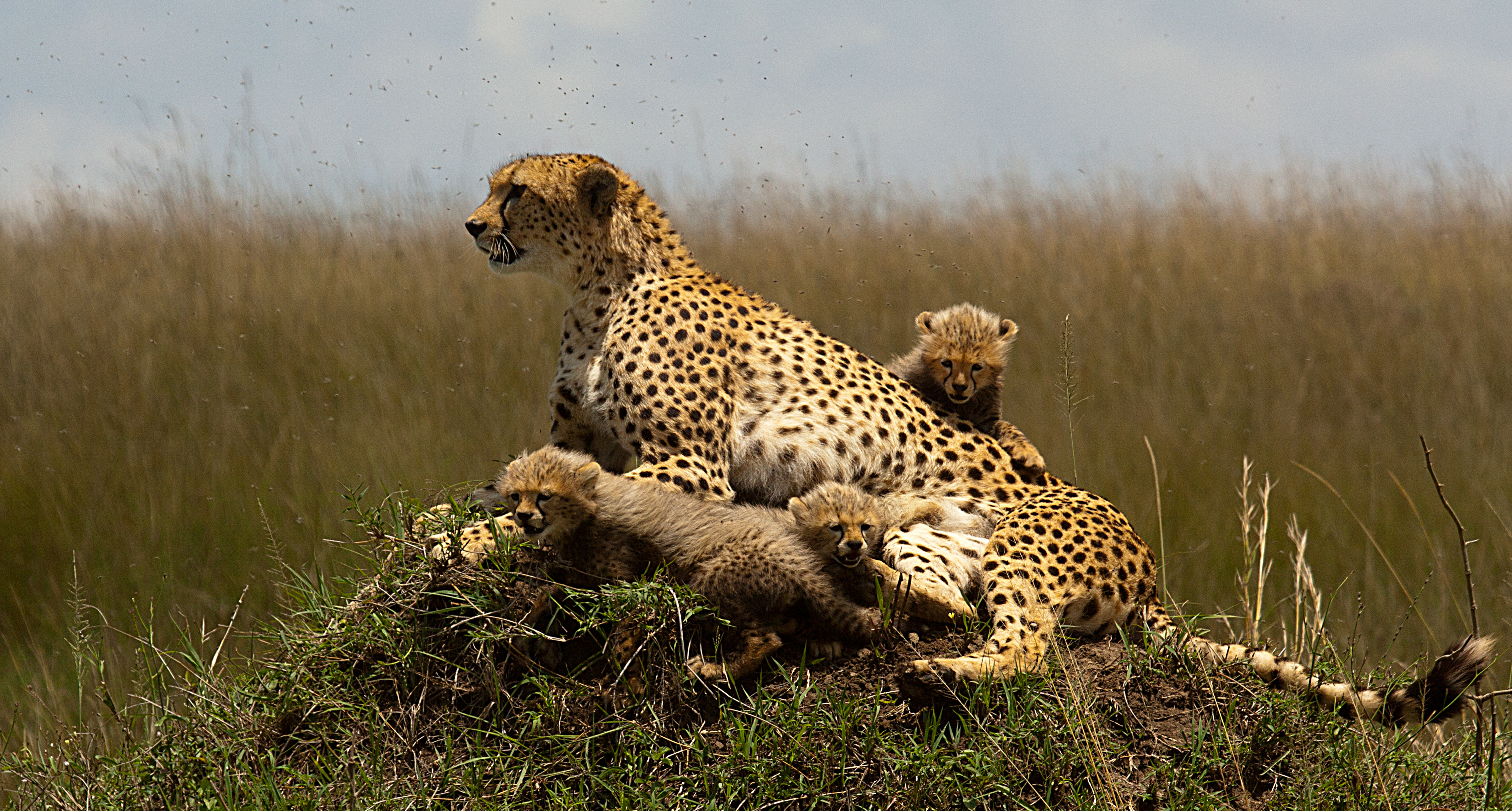
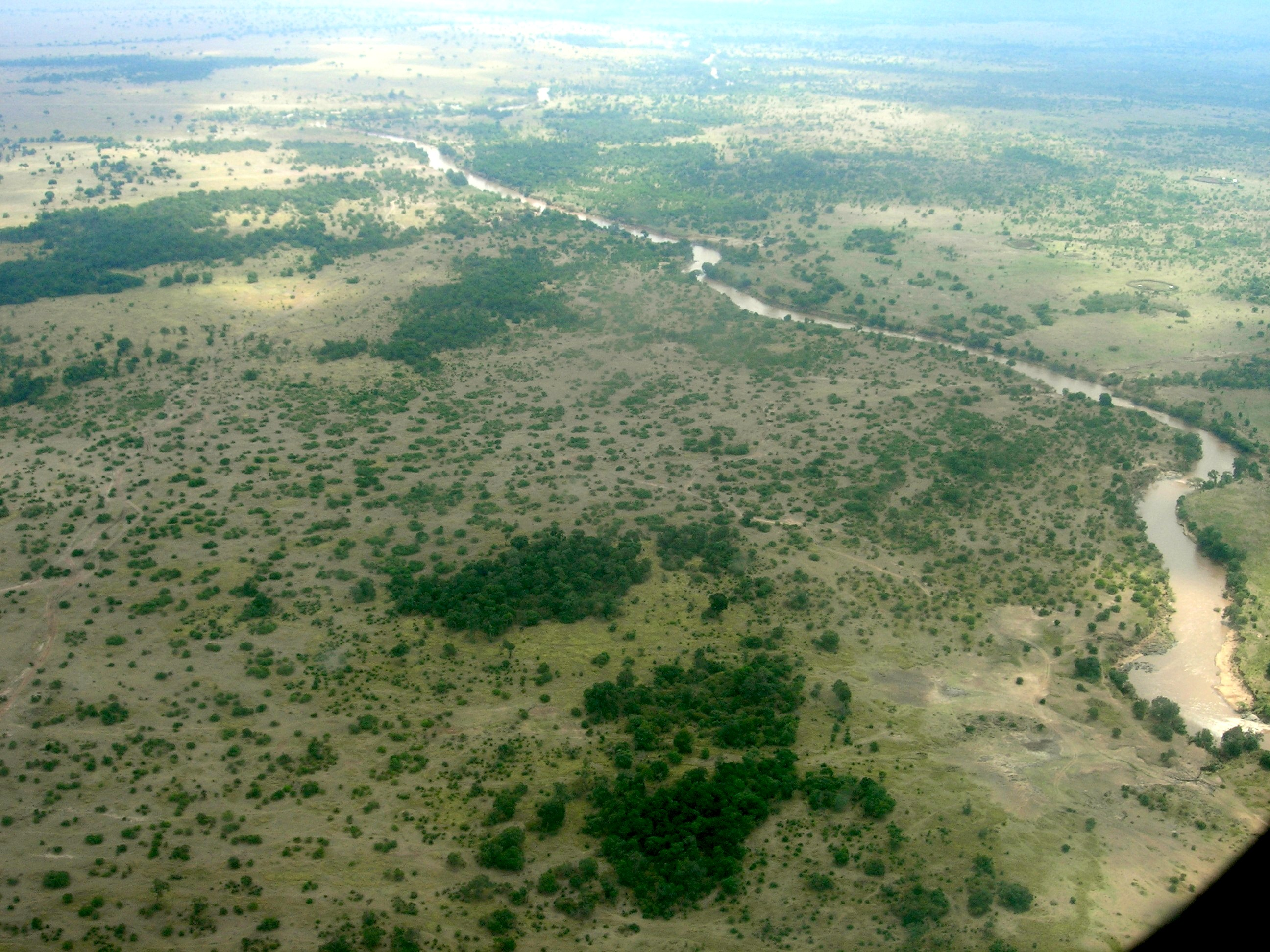
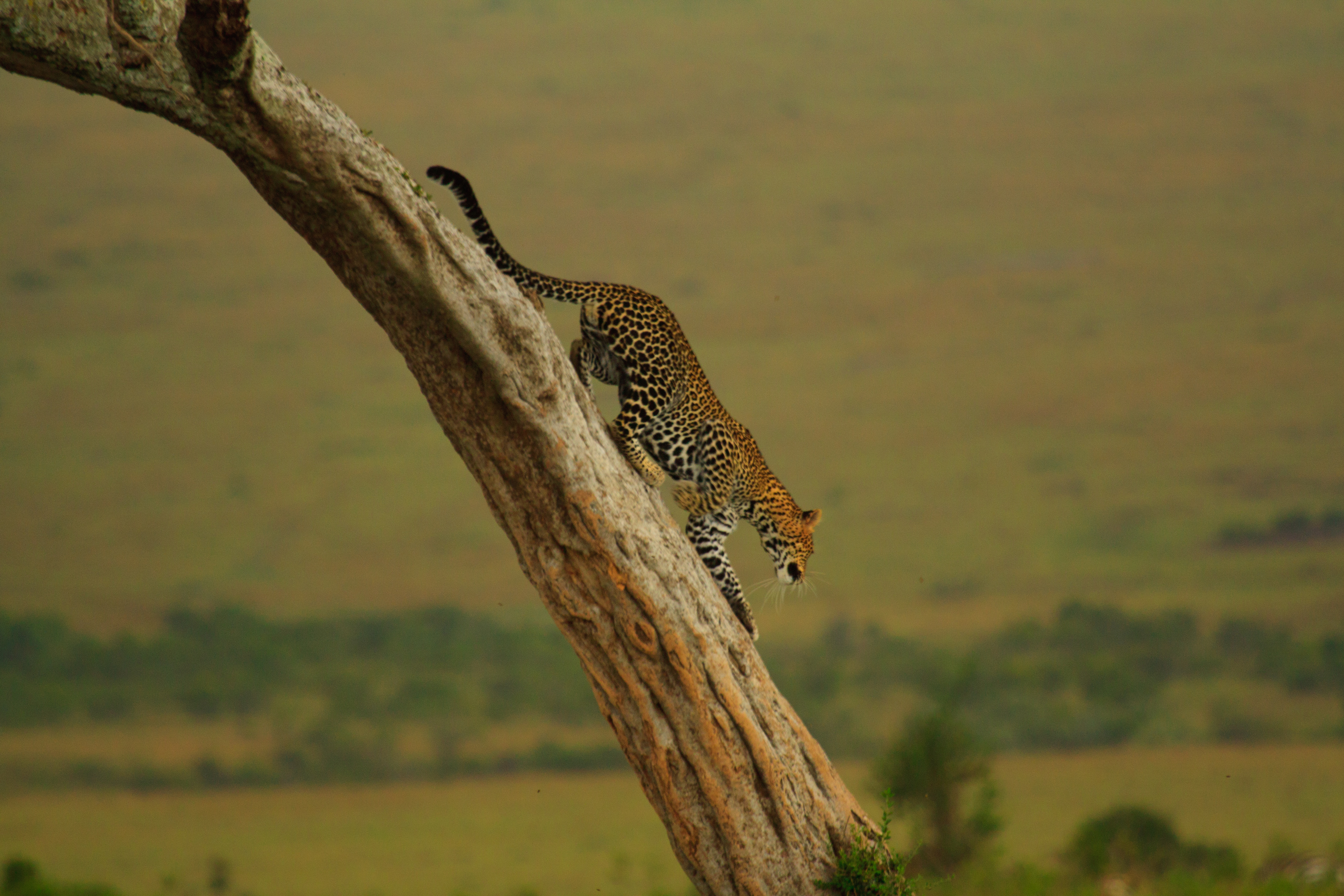
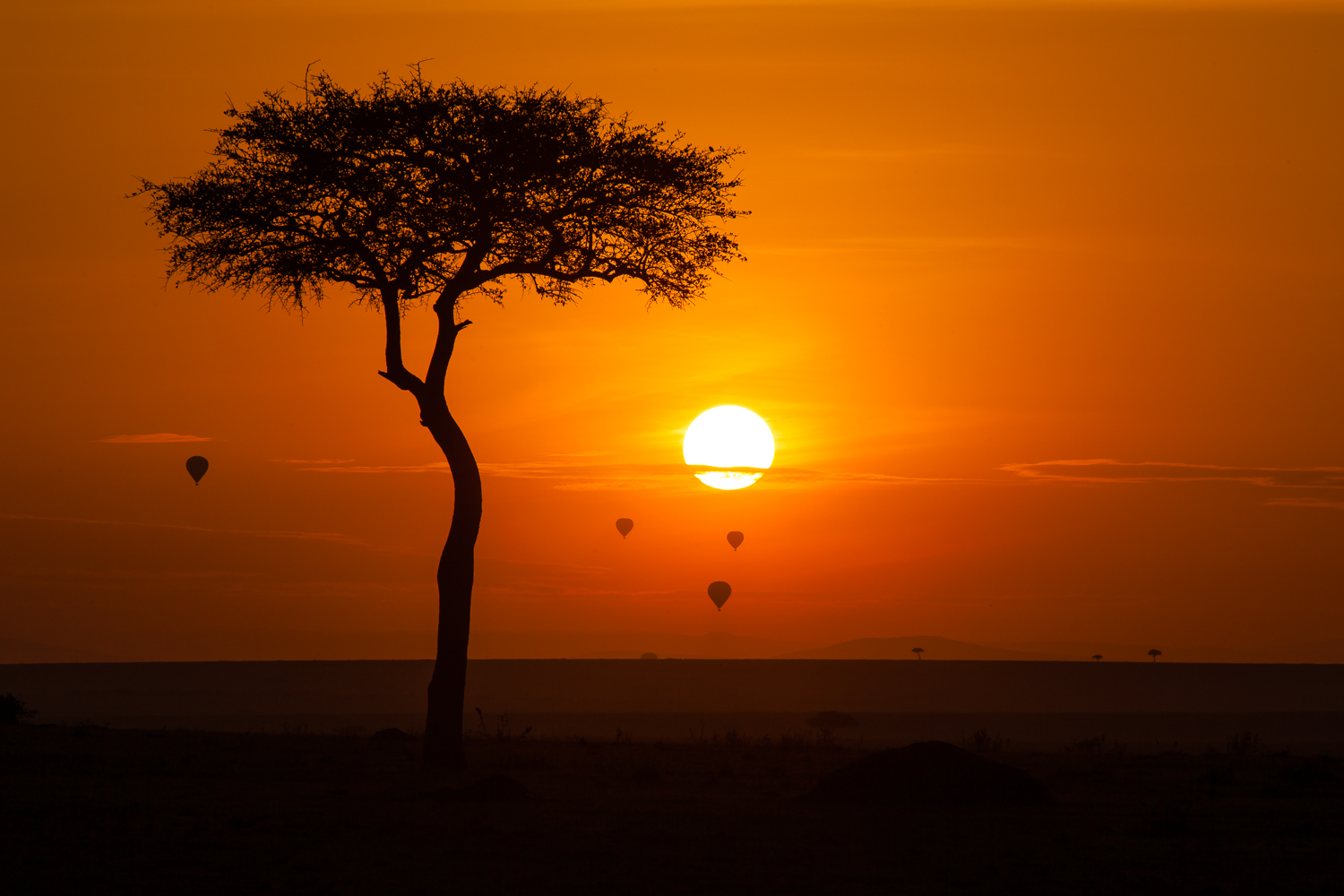
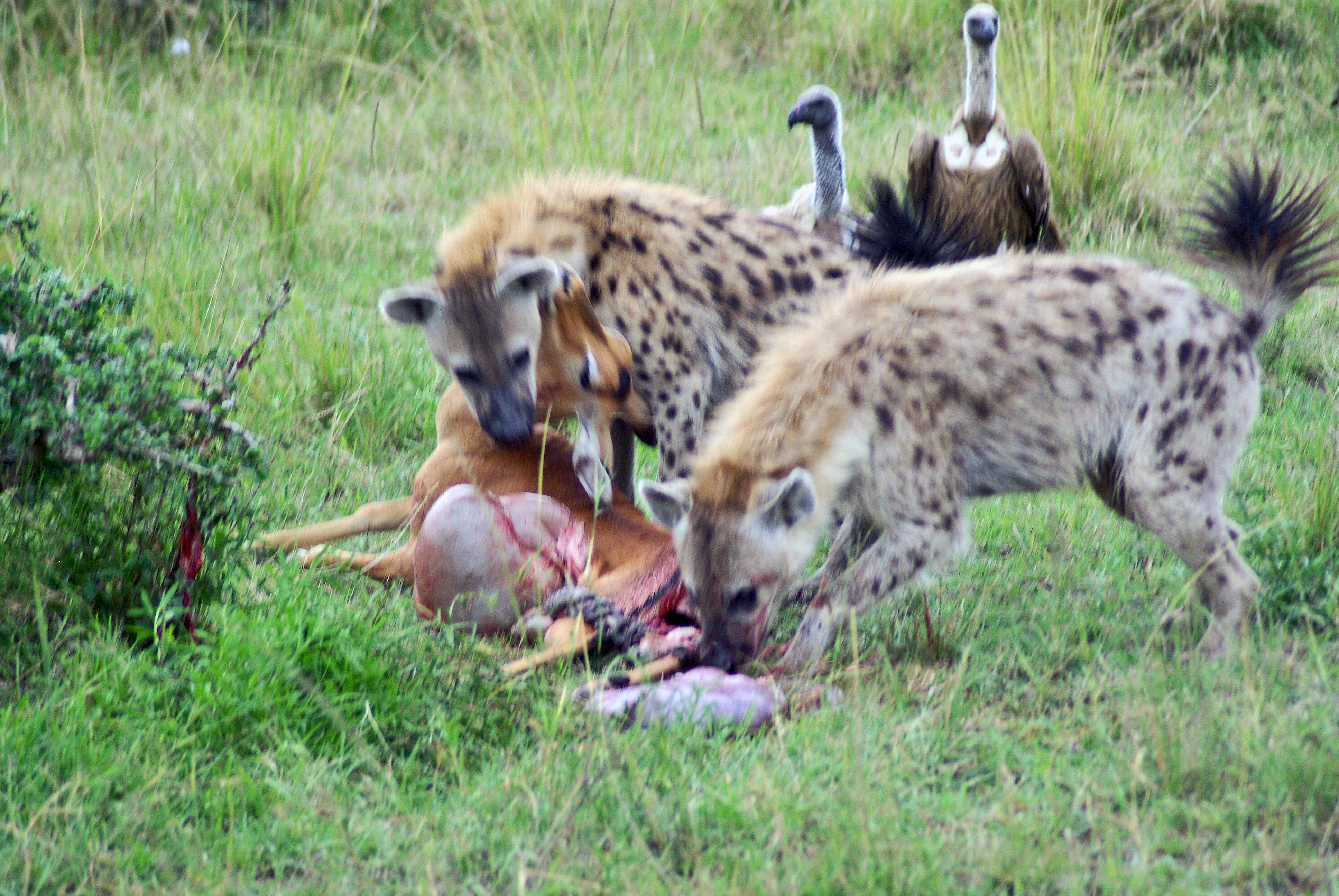
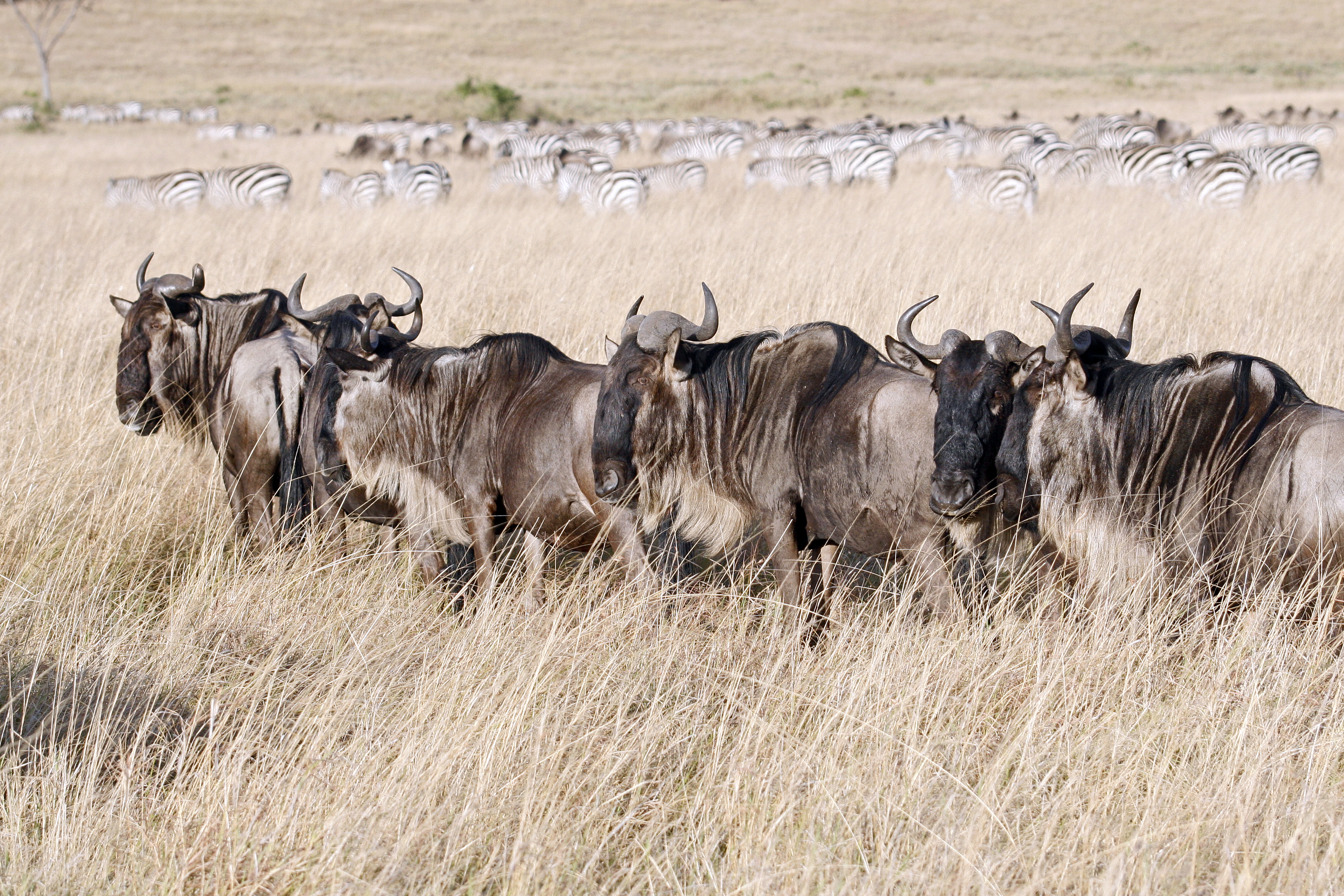